# Габровка при Заградцу
Габровка при Заградцу (словен. Gabrovka pri Zagradcu) је насељено место у општини Иванчна Горица, Средњесловенска регија, Словенија.

## Историја
До територијалне реорганизације у Словенији била је у саставу старе општине Гросупље.

## Становништво
У попису становништва из 2011. године, Габровка при Заградцу је имала 109 становника.
| Број становника према пописима | Број становника према пописима | Број становника према пописима |
| ------------------------------ | ------------------------------ | ------------------------------ |
| 1991                           | 2002                           | 2011                           |
| 84                             | 87                             | 109                            |

Напомена: До 1955. исказивано под именом Габровица.